# 椎名誠
椎名 誠（しいな まこと、1944年6月14日 -）は、日本の作家、エッセイスト。
東京写真大学中退。流通業界誌編集長を経て、『さらば国分寺書店のオババ』でデビューし、その後『アド・バード』（日本SF大賞）『武装島田倉庫』『銀天公社の偽月』などのSF作品、『わしらは怪しい探検隊』シリーズなどの紀行エッセイ、『犬の系譜』（吉川英治文学新人賞）『岳物語』『大きな約束』などの自伝的小説、『犬から聞いた話をしよう』『旅の窓からでっかい空をながめる』などの写真エッセイと著書多数。映画『白い馬』では、日本映画批評家大賞最優秀監督賞ほかを受賞した。
また日本各地、世界各地の特に辺境に頻繁に赴き、多くの旅行記と映像記録を発表しており、紀行作家、旅行家としての面も大きい。
日本SF作家クラブ名誉会員。

## 経歴
1944年、東京都世田谷区三軒茶屋に5人兄弟の三男として生まれる。父親は公認会計士。1950年より千葉県印旛郡酒々井町と千葉市幕張に転居。千葉市立幕張小学校を卒業。
1956年、父が死去。翌年に千葉市立幕張中学校入学。「父親が死ぬとグレなければならないという奇妙な使命感」から不良を目指し始める。中学時代は喧嘩に明け暮れる。1960年、中学校を卒業し千葉市立千葉高等学校に入学。
1963年、千葉市立千葉高等学校卒業。同人誌『幕張じゃーなる』創刊。
1964年、東京写真大学（現・東京工芸大学）に入学。同人誌『斜めの世界』創刊。
1965年、友人の車に同乗中の事故により重傷を負う。東京写真大学を中途退学。代々木の演劇学校に脚本の勉強に通う。同人誌『フモリスト』創刊。同年秋より江戸川区小岩のアパート克美荘で、高校時代の同級生である沢野ひとし、沢野の中学時代の同級生である木村晋介らと約2年間の共同生活を行う。
1966年、流通業界の専門誌『ストアーズレポート』を刊行しているデパートニューズ社（現・ストアーズ社）に入社。デパート業界を対象とした業界誌『調査月報』の編集を任せられる。
1968年、渡辺一枝と結婚、東京都小平市に転居。ガリ版誌『月刊おれの足』創刊。
1969年、デパートニューズ社より『ストアーズレポート』を創刊。編集長に就任。
1974年、8ミリにてドキュメンタリー作品『神島でいかにしてめしを喰ったか…』を製作。小金井市の8ミリ同好会に参加し、8ミリ映画の製作にのめり込む。
1976年、目黒考二らと『本の雑誌』創刊号発行。
1977年、『本の雑誌』5号の巻頭エッセイとして「さらば国分寺書店のオババ」を執筆。7月、同誌の編集権が目黒考二から椎名に移る。
1977年ごろ、『本の雑誌』の経費を稼ぐために、「エロ漫画の原作」のアルバイトを目黒と共同で行っていた。椎名がストーリーを考え、目黒が台本化する形式で、月4、5本は書いていたという。
1979年、『さらば国分寺書店のオババ』でエッセイストとしてデビューする。
1980年、7月に目黒考二、沢野ひとし、木村晋介と株式会社本の雑誌社を設立。12月、ストアーズ社を退職しフリーになる。その後は私小説、SF小説、エッセイ、ルポルタージュ、写真集などを多数発表。
1987年、株式会社椎名誠事務所設立。
1989年、『犬の系譜』で第10回吉川英治文学新人賞受賞。
1990年、『アド・バード』で第11回日本SF大賞受賞。映画『ガクの冒険』公開。
1991年、映画製作会社ホネ・フィルム設立。
1992年、長良川河口堰反対カヌーデモに参加。
1993年、映画『あひるのうたがきこえてくるよ。』で第10回山路ふみ子映画文化賞受賞。
1993年から2007年まで、「週刊金曜日」編集委員を務めた。
1996年、映画『白い馬』で日本映画批評家大賞最優秀監督賞、95年度JRA賞馬事文化賞を受賞。
1997年、映画「白い馬」でフランス・ボーヴェ映画祭グランプリ受賞、ポーランド子ども映画祭特別賞受賞。
2000年、第21回日本SF大賞の選考委員をつとめた。
2005年3月、「マガジン9条」発起人となった。
2011年8月、ネット・ミュージアム「椎名誠 旅する文学館」が開館。2014年、「椎名誠 旅する文学館」シリーズとして、10作の著書が電子書籍化。同年、『ぼくは眠れない』 （新潮新書）で35年間の不眠症体験について記す。
2013年～2016年、椎名主宰の雑誌『とつげき!シーナワールド!!』が出版社を変えながら5巻刊行。 2017年から『ずんがずんが―椎名誠自走式マガジン』と改名して「椎名誠 旅する文学館」から刊行開始。

## 人物

### 家族・交友関係
妻の渡辺一枝（1945年ハルビン生まれ）は作家・エッセイストで、チベットについての本など、多数の著書がある。娘の渡辺葉は翻訳家でエッセイスト、米国の弁護士。息子の渡辺岳はプロボクサーとして活動後、米国で写真学を学び写真関係の仕事に就いた。
椎名の著作の挿絵を担当することが多く、著作にも頻繁に登場するイラストレーターの沢野ひとしは高校時代の同級生。弁護士の木村晋介は沢野の中学時代の同級生で、沢野の紹介で親友となった。なお渡辺一枝は木村の高校時代の友人である。

### 写真
中学生のとき、1枚の写真に出会った。兄が購読していた写真雑誌「アサヒカメラ」の1ページだった。陽のあたる農家の縁側で竹のような籠「いづめ」に入れられてゆったり眠っている赤ちゃんの写真に心が奪われた。このいづめに赤ちゃんを入れてあげた親の心の温かさがその1枚の写真から伝わってきた。ふいに今いる、がさつに閉塞した空間にそうそういつまでも付き合っていなくていいのだと気付き、気持ちを切り換えて、じわじわとその狭い世界から脱出していくように努力した。思いがけない「写真の力」を初めて感じ、写真との関係が密接になっていき、「いつしか将来は写真を仕事としたいと思うようになった」という。
写真大学はケガなどもあって中退してしまったが、作家になってから写真と文章とを収録した著書は多数あり、写真雑誌『アサヒカメラ』の連載などを受け持っている。

### 映画制作
デビュー前から8ミリ、16ミリでの自主制作映画を撮っていた。「ガクの冒険」で映画監督としてデビューした後に映画製作会社「ホネ・フィルム」を設立した。

### 好物
無類のビール好きである。中学生の頃に初めてビールを飲み、大人になってからはほぼ毎日飲んでいる。
好きな酒肴には、ウニ・ホヤ・ナマコを挙げる。しかし、これらの上を行くものとしてコノワタ、さらに上の究極の肴としてばくらいも挙げている。
酒をビールに限定した場合は、串カツ・ばくらい・鮭の皮である、と言う。

## 受賞歴
- 『犬の系譜』 
  - 第10回吉川英治文学新人賞（1988年度）
- 『アド・バード』
  - 第11回日本SF大賞（1990年）[26]
- 『あひるのうたが聞こえてくるよ。』
  - 第10回山路ふみ子映画文化賞（1993年）
- 『白い馬』
  - JRA賞馬事文化賞（1995年）
  - EARTH VISION 地球環境映像祭 環境教育映像賞（1996年）
  - 第5回日本映画批評家大賞 最優秀監督賞（1996年）
  - ボーヴェ映画祭 グランプリ（1997年）
  - ポーランド子ども映画祭 特別賞（1997年）
- 第9回日本旅行作家協会賞（2013年）

## 著書

### 小説

#### SF三部作
- アド・バード（1990年3月 集英社 / 1997年3月 集英社文庫）
- 水域（1990年9月 講談社 / 1994年3月 講談社文庫）
- 武装島田倉庫（1990年12月 新潮社 / 1993年11月 新潮文庫 / 2013年11月 小学館文庫【新装版】）

#### 哀愁の町シリーズ
- 哀愁の町に霧が降るのだ（1981年10月 情報センター出版局【上・中・下】 / 1991年10月 新潮文庫【上・下】 / 1994年1月 三五館 / 2014年8月 小学館文庫【上・下】）[注 3]
- 新橋烏森口青春篇（1987年12月 新潮社 / 1991年5月 新潮文庫 / 2015年3月 小学館文庫）
- 銀座のカラス（1991年10月 朝日新聞社 / 1994年12月 新潮文庫【上・下】 / 1995年8月 朝日文芸文庫【上・下】 / 2016年6月 小学館文庫【上・下】）
- 本の雑誌血風録（1997年6月 朝日新聞社 / 2000年8月 朝日文庫 / 2002年2月 新潮文庫）
- 新宿熱風どかどか団（1998年10月 朝日新聞社 / 2001年8月 朝日文庫 / 2005年10月 新潮文庫）
- 新宿遊牧民（2009年10月 講談社 / 2012年11月 講談社文庫）

#### 岳物語シリーズ
- 岳物語（1985年5月 集英社 / 1989年9月 集英社文庫）
  - 【改題】定本 岳物語（1998年8月 集英社）※加筆、再編成。あとがき、“岳”本人のエッセイ等収録の完全版。
- 続 岳物語（1986年7月 集英社 / 1989年11月 集英社文庫）
- かえっていく場所（2003年4月 集英社 / 2006年4月 集英社文庫）
- 大きな約束（2009年2月 集英社 / 2012年2月 集英社文庫）
- 続 大きな約束（2009年5月 集英社 2012年3月 集英社文庫）
- 三匹のかいじゅう（2013年1月 集英社 / 2016年1月 集英社文庫）
- 孫物語（2015年4月 新潮社 / 2018年10月 集英社文庫）[注 3]
- 家族のあしあと（2017年7月 集英社）

#### 長編
- 犬の系譜（1988年1月 講談社 / 1991年1月 講談社文庫）
- 長く素晴らしく憂鬱な一日（1988年2月 マガジンハウス / 1990年5月 角川文庫）
- 白い手（1989年4月 集英社 / 1992年6月 集英社文庫）
- 麦の道（1996年1月 集英社 / 1999年6月 集英社文庫）
- 黄金時代（1998年5月 文藝春秋 / 2000年12月 文春文庫）
- ずんが島漂流記（1999年1月 文藝春秋 / 2001年12月 文春文庫）
- 海ちゃん、おはよう（2001年5月 朝日新聞社 / 2004年5月 朝日文庫 / 2007年10月 新潮文庫）
- ニューヨークからきた猫たち（2002年11月 朝日新聞社 / 2006年9月 朝日文庫）
- 風のまつり（2003年11月 講談社 / 2007年6月 講談社文庫）
- 走る男（2004年1月 朝日新聞社 / 2007年1月 朝日文庫）
- ぱいかじ南海作戦（2004年4月 新潮社 / 2006年12月 新潮文庫）
- 波切り草（2006年5月 文藝春秋 / 2009年4月 文春文庫）
- 砲艦銀鼠号（2006年6月 集英社 / 2009年5月 集英社文庫）
- 草の記憶（2007年3月 金曜日 / 2009年11月 集英社文庫）
- ひとつ目女（2008年11月 文藝春秋 / 2011年11月 文春文庫）
- チベットのラッパ犬（2010年8月 文藝春秋 / 2013年2月 文春文庫）
- ナマコ（2011年4月 講談社 / 2016年7月 講談社文庫）
- そらをみてますないてます（2011年10月 文藝春秋 / 2014年5月 文春文庫）
- アイスプラネット（2014年2月 講談社）
- 埠頭三角暗闇市場（2014年7月 講談社 / 2017年11月 講談社文庫）
- EVENA（2015年1月 文藝春秋/ 2020年11月 集英社文庫）
- ケレスの龍（2016年7月 角川書店）

#### 短編連作・短編集
- ジョン万作の逃亡（1982年8月 角川書店 / 1984年3月 角川文庫 / 1996年2月 角川文庫【新装版】）
  - 収録作品：悶絶のエビフライライス / 米屋のつくったビアガーデン / ラジャダムナン・キック / ブンガク的工事現場 / ジョン万作の逃亡
- シークがきた（1983年6月 徳間書店）
  - 【改題】雨がやんだら（1987年11月 新潮文庫）
    - 収録作品：いそしぎ / うふ。うふうふ。 / 巣走屋本店 / 雨がやんだら / 生還 / 歩く人 / シークがきた / 急行のりと３号 / 栽培講座
- 蚊（1984年7月 新潮社 / 1987年6月 新潮文庫）
  - 収録作品：真実の焼うどん / さすらいのデビルクック / 戸間袋急行 / 山田の犬 / 蚊 / 海をみにいく / よろこびの渦巻 / 波涛のむこう側 / 日本読書公社
- 菜の花物語（1987年9月 集英社 / 1990年10月 集英社文庫）
  - 収録作品：菜の花 / 蝉 / ねずみ坂小画廊 / 人工海岸 / なつかしい眼をした女 / 犬と奥さん / 足首の問題 / ヘッドランプ / この３月は… / 午後のインタビュー / 雨
- さよなら、海の女たち（1988年9月 集英社 / 1991年11月 集英社文庫）
  - 収録作品：グンジョー色の女 / 伊勢海老騒動 / 珊瑚礁の女 / 七面鳥ホテル / 座間味にて / 貝の踊り / 秀さんの女房 / あつい冬 / 秘密宅急便 / ３分間のサヨウナラ
- ねじのかいてん（1989年2月 講談社 / 1992年2月 講談社文庫）
  - 収録作品：ねじのかいてん / 水域 / パンツをはいたウルトラマン / ニワトリ / 二年Ｃ組 / ゴミ / 月の夜 / 選考経過 / 背護霊だかんな。
- 土星を見るひと（1989年3月 新潮社 / 1992年6月 新潮文庫）
  - 収録作品：うねり / 壁の蛇 / クックタウンの一日 / 桟橋のむこう / コッポラコートの私小説 / ボールド山に風が吹く / 土星を見るひと
- 胃袋を買いに。（1991年5月 文藝春秋 / 1994年4月 文春文庫）
  - 収録作品：家族陥没 / アルヒ…。 / デルメルゲゾン / 箱の中 / 足 / にぎやかな夜 / 胃袋を買いに / 猫舐祭 / 八灘海岸 / 引綱軽便鉄道 / ループ橋の人々
- ハマボウフウの花や風（1991年10月 文藝春秋 / 1994年9月 文春文庫）
  - 収録作品：倉庫作業員 / 皿を洗う / 三羽のアヒル / ハマボウフウの花や風 / 温泉問題 / 脱出
- 地下生活者（1993年2月 集英社）
  - 【改題】地下生活者・遠灘鮫腹海岸（1996年12月 集英社文庫）
    - 収録作品：遠灘鮫腹海岸 / 地下生活者
- 中国の鳥人（1993年7月 新潮社 / 1997年1月 新潮文庫）
  - 収録作品：中国の鳥人 / 月下の騎馬清掃団 / 思うがままの人生 / ちくわ / 蚊無し川 / たどん / 鯨女 / スキヤキ
- はるさきのへび（1994年5月 集英社 / 1997年6月 集英社文庫）
  - 収録作品：階段の上の海 / 海ちゃん、おはよう / 娘と私
- 猫殺し その他の短篇（1994年10月 文藝春秋）
  - 【改題】トロッコ海岸（1997年9月 文春文庫）
    - 収録作品：猫殺し / トロッコ海岸 / デカメロン / ほこりまみれ / ポウの首 / 蛇の夢 / 椿の花が咲いていた。 / 殺人との接近 / 謎の解明 / 道の記憶 / 映写会
- 鉄塔のひと その他の短篇（1994年11月 新潮社 / 1997年12月 新潮文庫）
  - 収録作品：ねずみ / 妻 / とかげ / おいでよ / やもり / 抱貝 / 風雲欅台住宅 / 風呂とユーレイ / 鉄塔のひと / たんねん洞
- みるなの木（1996年12月 早川書房 / 2000年4月 ハヤカワ文庫）
  - 収録作品：みるなの木 / 赤腹のむし / 南天爆裂サーカス団 / 管水母 / 針女 / 幽霊 / 突進 / 巣 / 聞き書き巷の達人 / 漂着者 / 出歯出羽虫 / 対岸の繁栄 / 海月狩り / 餛飩商売
- 問題温泉（1999年11月 文藝春秋 / 2002年12月 文春文庫）
  - 収録作品：ブリキの領袖 / 考える巨人 / 狸 / 机上の戦闘 / 料理女 / 鳥人口伝 / 飛ぶ男 / 熱風 / 問題温泉 / Ｍの超能力 / 三角洲 / じやまんの螺旋装置 / アルキメデスのスクリュウ
- もう少しむこうの空の下へ（2000年7月 講談社 / 2003年8月 講談社文庫）
  - 収録作品：島の映画会 / 海彦山彦 / 島の女 / 花火のまつり / 窓のむこうの夜の海 / 新しい町のふるい海 / 海ぞいの町 / 寺泊にて / 木の踊り / 遠い不安 / 風に舞う島 / 海の贈りうた / そこにいけば…
- 春画（2001年2月 集英社 / 2004年2月 集英社文庫）
  - 収録作品：春画 / 家族 / 青空 / 秘密 / 海流 / 風琴 / 暗闘
- 飛ぶ男、噛む女（2001年10月 新潮社 / 2004年11月 新潮文庫）
  - 収録作品：飛ぶ男、噛む女 / すだま / 洞喰沢 / 樹の泪 / ぐじ / オングの第二島
- モヤシ（2003年4月 講談社 / 2006年4月 講談社文庫）
  - 収録作品：モヤシ / モズク
- 銀天公社の偽月（2006年9月 新潮社 / 2009年11月 新潮文庫）
  - 収録作品：滑騙の夜 / 銀天公社の偽月 / 爪と咆哮 / ウポの武器店 / 塔のある島 / 水上歩行機 / 高い木の男
- 屋上の黄色いテント（2010年2月 柏艪舎）※画：ロール・デュファイ
  - 収録作品：飛んでいった赤テント / 炎名寺の夜 / ある日 / サーカスのラッパ犬 / パリの裸の王様 / 銀座の貧乏の物語 / 屋上の黄色いテント

#### 作品集・自選集
- 屋根の上の三角テント 日常小説ベスト・セレクション（1997年4月 新潮社）
  - 収録作品：米屋のつくったビアガーデン / 土星を見るひと / きんもくせい / ガク物語 / ハーケンと夏みかん / 蝉 / 三分間のサヨウナラ / カイチューじるこ / ハマボウフウの花や風 / 皿を洗う
- 机の中の渦巻星雲 超常小説ベスト・セレクション（1997年4月 新潮社）
  - 収録作品：いそしぎ / ジョン万作の逃亡 / 雨がやんだら / 蚊 / 水域 / 胃袋を買いに。 / アルヒ…。 / 武装島田倉庫 / 猫舐祭 / スキヤキ / みるなの木 / ねずみ / 妻 / 餛飩商売
- 超常小説ベストセレクションI 月の夜のわらい猫（2012年5月 柏艪舎）
  - 収録作品：雨がやんだら / 蚊 / 生還 / 管水母 / 餛飩商売 / 水域 / 胃袋を買いに。 / 考える巨人 / 問題食堂
- 超常小説ベストセレクションII 水の上で火が踊る（2012年5月 柏艪舎）
  - 収録作品：いそしぎ / ぐじ / みるなの木 / 突進 / 猫舐祭 / ねじのかいてん / 三角州 / 青野浩の優雅でもなければ退屈でもないありふれた午後
- 椎名誠 超常小説ベストセレクション（2016年11月 角川文庫）
  - 収録作品：いそしぎ / 雨がやんだら / 蚊 / 胃袋を買いに。 / ニワトリ / ねじのかいてん / 猫舐祭 / スキヤキ / 中国の鳥人 / みるなの木 / ねずみ / 赤腹のむし / 海月狩り / 抱貝 / 餛飩商売 / 漂着者 / 飛ぶ男 / ぐじ / 問題食堂
- 椎名誠［北政府］コレクション（2019年7月 集英社文庫）
  - 収録作品：猫舐祭 / みるなの木 / 赤腹のむし / 滑騙の夜 / 海月狩り / 餛飩商売 / 水上歩行機 / ウポの武器店 / 遠灘鮫腹海岸 / 爪と咆哮 / スキヤキ

### 絵本・童話・児童書
- 椎名誠・沢野ひとし 『なつのしっぽ』 講談社、1990.4
- 椎名誠・たむらしげる 『ドス・アギラス号の冒険』 リブロポート、1991.11 のち偕成社より増訂版が刊行
- 椎名誠・垂見健吾 『3わのアヒル』 講談社、1994.10
- 椎名誠・松岡達英 『アメンボ号の冒険』 講談社 1999.7 のち講談社文庫、2006.7
- 椎名誠・村上康成 『めだかさんたろう』 講談社、2000.8
- 椎名誠 『冒険にでよう』 岩波書店、岩波ジュニア新書、2005.6
- 本田亮・椎名誠 『エコノザウルスカウントダウン』 小学館、2008.6
- 及川賢治・椎名誠 『めしもり山のまねっこ木』 国書刊行会、2009.1
- 椎名誠・和田誠 『みんな元氣だ : わたしが見てきた野生動物』 文化出版局、2010.2
- 椎名誠・塚本やすし 『おっちゃん山』 新日本出版社、2018.5

### 専門書
- 『クレジットとキャッシュレス社会』 教育社、1979年2月
- 『クレジットカードの実務知識』 日本実業出版社、1979年6月
- 『大規模小売店と流通戦争』 教育社、1979年7月

### 共編著
- 日本ペンクラブ編 椎名誠選 『素敵な活字中毒者』 集英社、集英社文庫、1983.1
- 『男たちの真剣おもしろ話』 実業之日本社、1983.2 のち角川文庫
  - 対談：山下洋輔、東海林さだお、三遊亭円丈、山藤章二、村松友視、黒田征太郎、倉本聰、沢野ひとし、尾辻克彦、小林信彦、野田秀樹、砂川しげひさ、石川次郎、鶴見俊輔
- 『いまこの人が好きだ!』 新潮社、1983.3 のち文庫
  - 撰者。鼎談解説：鏡明、目黒考二、椎名誠
- 椎名誠・中村征夫 『ネックレス・アイランド』 駸々堂出版、1984.7
- 『ホネのような話 : 対談集』 東京書籍、1989.8 のち角川文庫
  - 対談：東海林さだお、井上ひさし、沢野ひとし、木村晋介、島森路子、佐藤秀明、中村征夫、C・W・ニコル、野田知佑、藤門弘、湯川れい子、中沢正夫、竹下景子、干刈あがた
- 椎名誠・中村征夫 『あやしい探検隊 海で笑う』 情報センター出版局、1988.9 のち角川文庫
  - 写真：中村征夫 巻末に両者による対談を収録
- 椎名誠他 『発作的座談会』 本の雑誌社、1990.11 のち角川文庫
  - 椎名誠、木村晋介、沢野ひとし、目黒考二
- 沢野ひとし・椎名誠 『私広告』 本の雑誌社、1993
- 『日本の名随筆 別巻 40 青春』 作品社、1994
- 渡辺一枝・椎名誠 『眺めのいい部屋』 集英社、1995.2
- 椎名誠他 『いろはかるたの真実「発作的座談会」』 本の雑誌社、1996.4　のち角川文庫
  - 椎名誠、木村晋介、沢野ひとし、目黒考二
- 椎名誠編著 『鍋釜天幕団フライパン戦記：あやしい探検隊青春篇』本の雑誌社、1996.7 のち角川文庫
  - 対談：沢野ひとし
- 椎名誠・林政明 『あやしい探検隊焚火発見伝』 小学館、1996.10 のち小学館文庫
- 東海林さだお・椎名誠 『人生途中対談』 文藝春秋、1996.10 のち 『シーナとショージの発奮忘食対談』と改題 のち『大日本オサカナ株式会社』と再改題
- 沢野ひとし他 『沢野絵の謎』 本の雑誌社、1997.12
  - 椎名誠、木村晋介、沢野ひとし、目黒考二
- 椎名誠他 『これもおとこのじんせいだ!』 本の雑誌社、1998.3
  - リレーエッセイ集：椎名誠、沢野ひとし、木村晋介、目黒考二、中村征夫、太田和彦
- ビールうぐうぐ対談 文藝春秋、1999年3月、のち文庫、2002年7月
  - 対談：東海林さだお
- 椎名誠編著 『鍋釜天幕団ジープ焚き火旅 : あやしい探検隊さすらい篇』 本の雑誌社、1999.8
  - 対談：目黒考二
- 椎名誠他 『超能力株式会社の未来 : 新発作的座談会』 本の雑誌社 2000.6
  - 椎名誠、木村晋介、沢野ひとし、目黒考二
- 東海林さだお・椎名誠 『やぶさか対談』 講談社、2000.12 のち講談社文庫
- 東海林さだお・椎名誠 『太っ腹対談』 講談社、2002.5
- 椎名誠他 『新・これもおとこのじんせいだ!』 本の雑誌社、2003.2
  - リレーエッセイ集：椎名誠、沢野ひとし、木村晋介、中村征夫、かなざわいっせい、太田篤哉、目黒考二
- 椎名誠・和田誠 『誠の話』 角川書店、2004.5
- 椎名誠他 『帰ってきちゃった発作的座談会 : 「超常的空論」ファイナル』 本の雑誌社、2009.10
  - 椎名誠、木村晋介、沢野ひとし、目黒考二
- 沢野ひとし他『沢野字の謎』本の雑誌社 2000.10
  - 沢野ひとし 木村晋介 椎名誠 目黒考二
- 椎名誠・目黒考二『本人に訊く〈壱〉よろしく懐旧篇』 椎名誠旅する文学館、2016年10月 のち集英社文庫
- 椎名誠・目黒考二『本人に訊く〈弐〉おまたせ激突篇』 椎名誠旅する文学館、2017年4月 のち集英社文庫

### アンソロジー
「」内が椎名誠の作品。
- 中吊り小説（1991年 新潮社 / 1994年12月 新潮文庫）「ある日。」
- 家族の絆（1997年6月 光文社文庫）「きんもくせい」※選も椎名誠
- 東京小説（2000年4月 紀伊國屋書店 / 2003年4月 角川文庫 / 2013年12月 日経文芸文庫）「屋上の黄色いテント」
- 海の物語（2001年7月 角川書店）「パワン島にて」
- 銀座24の物語（2001年8月 文藝春秋 / 2004年12月 文春文庫）「銀座の貧乏の物語」
- 短編復活（2002年11月 集英社文庫）「猫舐祭」
- パリよ、こんにちは（2005年12月 角川書店）「パリの裸の王様」
- きみに贈るつばさ物語（2009年3月 角川グループパブリッシング）「働く子どもたち」
- とっさの方言（2012年8月 ポプラ文庫）「かごむ」
- アンソロジー お弁当。（2013年8月 パルコ）「早弁の発作的追憶」
- アンソロジー ビール（2014年7月 パルコ）「生のモンダイ」
- 作家の履歴書（2014年2月 KADOKAWA / 2016年4月 角川文庫）
- ずるずる、ラーメン（2014年6月 河出書房新社）「駅裏路地裏裏ラーメンの謎」
- 麺と日本人（2015年4月 角川文庫）「うどんのお詫び」
- ぱっちり、朝ごはん（2015年4月 河出書房新社）「二日酔いの朝めしくらべ（国際篇）」
- 本なんて！作家と本をめぐる５２話（2015年7月 キノブックス）「捜しものはなんですか」
- 冒険の森へ 傑作小説大全 15 波浪の咆哮（2016年4月 集英社）「水域」
- アンソロジー 餃子（2016年4月 パルコ）「ギョーザライス関脇陥落?」
- 〆切本2（2017年10月 左右社）「嫌になった、そのときに」
- ほろ酔い天国（2018年5月 河出書房新社）「嬉しい酒と悲しい酒」
- 短編アンソロジー 味覚の冒険（2018年10月 集英社文庫）「スキヤキ」
- 短編アンソロジー 患者の事情（2018年12月 集英社文庫）「パンツをはいたウルトラマン」

### 翻訳書
- アレン・セイ 『はるかな湖』 椎名誠訳、徳間書店、1999.2
- ジュール・ヴェルヌ 『十五少年漂流記』 椎名誠訳・渡辺葉訳、新潮社、2015年8月 ISBN 978-4-10-591004-4

### 映像化された作品

#### 映画化
椎名自身による映画化作品は#映画を参照。
- 白い手（1990） 監督：神山征二郎
- 息子（1991） 監督：山田洋次（原作「倉庫作業員」）
- 怖がる人々（1994） 監督：和田誠（全5話のオムニバス。第1話「箱の中」）
- 中国の鳥人（1998）監督：三池崇史
- BLUES HARP（1998）監督：三池崇史
- たどんとちくわ（1998） 監督：市川準（原作「たどん」「ちくわ」）
- ぱいかじ南海作戦（2012） 監督：細川徹

#### テレビドラマ化
- 新橋烏森口青春篇 1988 NHK総合「銀河テレビ小説」
- 悶え苦しむ活字中毒者 地獄の味噌蔵 1990 関西テレビ「DRAMADAS」（監督：黒沢清）
- 犬たちとボクの日々 1990 NHK総合「NHK子どもパビリオン」
- 胃袋を買いに 1992 関西テレビ「DRAMADOS」（監督：池添博）
- よろこびの渦巻 1992 関西テレビ「DRAMADOS」（監督：黒沢清）

## 出演

### テレビ
- 椎名誠と怪しい探検隊 日本テレビ
- 楼蘭 シルクロードに消えた幻の王国 テレビ朝日 1989
- 椎名誠の感動2万マイル!「十五少年漂流記」の謎の島を行く 2005
- 椎名誠が見た!シベリアの東北 ～極北の狩人を追う～ 東日本放送 2006
- 椎名誠のでっかい旅!（フジテレビ）
  - 『椎名誠のでっかい旅! アマゾン謎の森を行く』（2002年11月22日）
  - 『椎名誠のでっかい旅! 謎の大河メコンを行く』（2003年9月19日）
  - 『椎名誠のでっかい旅! 生命の大河ラプラタと謎の湿原パンタナール』（2005年1月22日）
  - 『椎名誠のでっかい旅! 北極海の巨大角クジラ 幻のイッカクを追う!!』（2005年12月23日）
  - 『椎名誠のでっかい旅!FINAL 地球最大の火山島アイスランドの謎に迫る』（2014年6月27日）

他多数

### ラジオ
- 椎名誠の拍手パチパチ人生 (TBSラジオ)
- 椎名誠的 ラジオ地球の歩き方（ニッポン放送）
- ソニー・デジタルサウンド（エフエム東京）
- 椎名誠・株式会社のじゅねーラジオ（FM沖縄）

### テレビCM
- EDWIN
- サントリー生ビール
- プリマート

## 映画

### 監督作品
すべて「ホネ・フィルム」作品。
- ガクの冒険（1990） 出演：ガク、野田知佑。音楽：高橋幸宏。
- うみ・そら・さんごのいいつたえ（1991） 出演：余貴美子、本名陽子、仲本昌司、平良進、平良とみ、紺野美沙子。音楽：高橋幸宏。
- あひるのうたがきこえてくるよ。（1993） 出演：柄本明、小沢昭一、黒田福美、萩野純一。音楽：高橋幸宏。
- 白い馬（1995）
- しずかなあやしい午後に 遠野灘鮫原海岸（1997） 音楽：高橋幸宏。出演：林政明、猪熊寅次郎、鈴木一功、河原田ヤスケ。

### 企画・脚色・原作作品
すべて「ホネ・フィルム」作品。
- 『しずかなあやしい午後に スイカを買った 沢野ひとし』（1997） 監督：太田和彦 椎名は「企画」担当
- 『しずかなあやしい午後に ガクの絵本』（1997） 監督：和田誠 椎名は「原作」
- 『ツェツェルレグ モンゴル草原の花』（1997） 椎名は「脚色」担当
- 『中国の鳥人』（1998） 監督：三池崇史 椎名は「原作」

## ビデオ・DVD
- ビデオ『椎名誠と怪しい探検隊映画を撮る メイキング・オブ「うみ・そら・さんごのいいつたえ」』 1992
- ビデオ『椎名誠とあやしい探検隊 おれ流outdoor術』1～8 1998
- DVD『椎名誠 焚き火を楽しもう』日本コロムビア、2007年4月

## 関連作品
- 『椎名誠を探せ』 北宋社、1983年4月
- 『椎名誠 熱闘映画術 ドキュメント「うみ・そら・さんごのいいつたえ」』 マガジンハウス、1992年4月 編集：太田和彦 写真：垂見健吾
- カミムラ晋作『黒と誠 本の雑誌を創った男たち』（双葉社）- 若き時代の椎名と目黒を主人公にした実話漫画